# San Miguel (Los Santos)
San Miguel es un corregimiento ubicado en el distrito de Las Tablas en la provincia panameña de Los Santos. En el año 2010 tenía una población de 116 habitantes y una densidad poblacional de 11,6 personas por km².

## Geografía física
De acuerdo con los datos del INEC el corregimiento posee un área de 10 km².

## Demografía
De acuerdo con el censo del año 2010, el corregimiento tenía una población de unos 116 habitantes. La densidad poblacional era de 11,6 habitantes por km². 